# Romfördragen

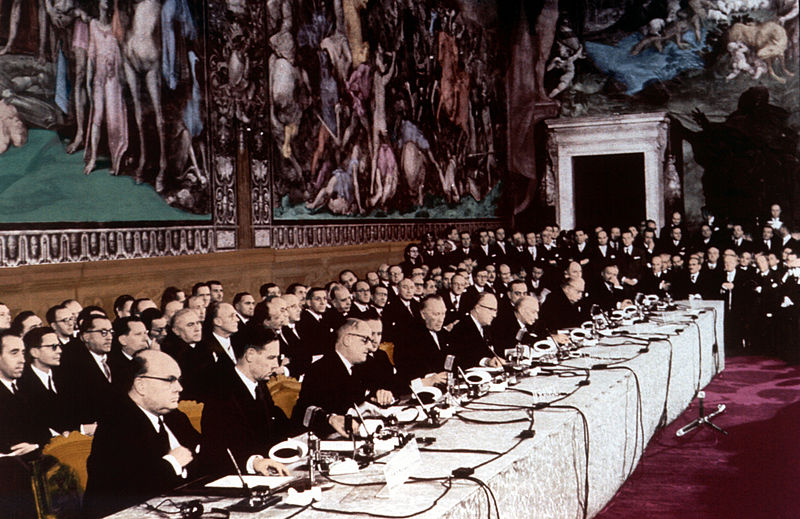
Undertecknandet av Romfördragen 1957.

Romfördragen är två olika fördrag inom Europeiska unionen som båda undertecknades den 25 mars 1957 i Rom, Italien, av företrädare för Belgien, Frankrike, Italien, Luxemburg, Nederländerna och Västtyskland:
- fördraget om upprättandet av Europeiska ekonomiska gemenskapen (EEG-fördraget), och
- fördraget om upprättandet av Europeiska atomenergigemenskapen (Euratom-fördraget).

Fördragen trädde i kraft den 1 januari 1958 efter att ha ratificerats av alla medlemsstater i enlighet med deras respektive konstitutionella bestämmelser.
Genom fördragen upprättades Europeiska ekonomiska gemenskapen (EEG) och Europeiska atomenergigemenskapen (Euratom). De nya gemenskaperna delade en gemensam församling (sedermera Europaparlamentet) och en domstol (EG-domstolen, sedermera EU-domstolen) tillsammans med den sedan tidigare upprättade Europeiska kol- och stålgemenskapen. Däremot fick de nya gemenskaperna var sitt eget ministerråd och var sin egen kommission. Genom fusionsfördraget, som trädde i kraft den 1 juli 1967, slogs dock de parallella råden och kommissionerna ihop, och det bildades ett enda ministerråd och en enda kommission för Europeiska gemenskaperna.
Till skillnad från Parisfördraget ingicks Romfördragen på obegränsad tid och fördragen gäller därför fortfarande. De har dock ändrats i flera omgångar, bland annat genom Maastrichtfördraget, Amsterdamfördraget, Nicefördraget och Lissabonfördraget.